# Байкальсько
Байка́льсько (болг. Байкалско) — село в Перницькій області Болгарії. Входить до складу общини Радомир.

## Населення
За даними перепису населення 2011 року у селі проживали 62 особи, з них 61 особа (98,4%) — болгари.
Розподіл населення за віком у 2011 році:
Динаміка населення: